# Redfield (Dakota del Sud)
Redfield és una població dels Estats Units a l'estat de Dakota del Sud. Segons el cens del 2000 tenia 2.897 habitants.

## Demografia
Segons el cens del 2000, Redfield tenia 2.897 habitants, 1.123 habitatges, i 656 famílies. La densitat de població era de 646,6 habitants per km².
Dels 1.123 habitatges en un 26,2% hi vivien nens de menys de 18 anys, en un 46,9% hi vivien parelles casades, en un 8,6% dones solteres, i en un 41,5% no eren unitats familiars. En el 38,6% dels habitatges hi vivien persones soles el 23,2% de les quals corresponia a persones de 65 anys o més que vivien soles. El nombre mitjà de persones vivint en cada habitatge era de 2,15 i el nombre mitjà de persones que vivien en cada família era de 2,87.
Per edats la població es repartia de la següent manera: un 21,3% tenia menys de 18 anys, un 7,8% entre 18 i 24, un 27,2% entre 25 i 44, un 20% de 45 a 60 i un 23,7% 65 anys o més.
L'edat mediana era de 41 anys. Per cada 100 dones de 18 o més anys hi havia 104,2 homes.
La renda mediana per habitatge era de 27.743 $ i la renda mediana per família de 37.500 $. Els homes tenien una renda mediana de 27.566 $ mentre que les dones 20.938 $. La renda per capita de la població era de 15.505 $. Entorn del 9,6% de les famílies i el 10,5% de la població estaven per davall del llindar de pobresa.

## Poblacions més properes
El següent diagrama mostra les poblacions més properes.